# Нитра (футбольный клуб)
«Ни́тра» (словац. Futbalový klub Nitra) — словацкий футбольный клуб из Нитры. Домашние матчи проводит на стадионе «Под Зобором». Основанная в 1909 году «Нитра» является одним из старейших клубов Словакии. В чемпионатах Чехословакии клуб в основном боролся за выживание в Высшей лиге (четырежды вылетая и снова возвращаясь в неё), но в 1962 году завоевал «серебро», только три очка уступив в борьбе за чемпионство пражской «Дукле».

## Достижения
- Чемпионат Словакии по футболу — 3-е место: 2007-08
- Чемпионат Чехословакии по футболу — 2-е место: 1962

## Выступления в еврокубках
Данные на 8 октября 2013 года
| Сезон   | Турнир          | Раунд | Соперник               | 1 матч | 2 матч |
| ------- | --------------- | ----- | ---------------------- | ------ | ------ |
| 1989/90 | Кубок УЕФА      | 1Р    | Кёльн                  | 1:4    | 0:1    |
| 2006    | Кубок Интертото | 1Р    | Гревенмахер            | 6:2    | 6:0    |
|         |                 | 2Р    | Днепр (Днепропетровск) | 2:1    | 0:2    |
| 2008    | Кубок Интертото | 1Р    | Нефтчи (Баку)          | 0:2    | 3:1    |
| 2010/11 | Лига Европы     | 1Кв   | Дьёр                   | 2:2    | 1:3    |

- Домашние игры выделены жирным шрифтом